# غوستافو تيبيرتي
غوستافو تيبيرتي (بالإسبانية: Gustavo Tiberti)‏ مواليد 11 ديسمبر 1959 في روساريو، هو لاعب كرة مضرب أرجنتيني سابق وكان يلعب باليد اليمنى. أعلى تصنيف له في الفردي كان المركز الـ 130 في سنة 1980. أعلى تصنيف له في الزوجي كان المركز الـ 67 في سنة 1986.

## النهائيات

### الزوجي: (3)
| الرقم | السنة | الدورة                 | الأرضية | الشريك         | المنافس في النهائي           | النتيجة في النهائي |
| ----- | ----- | ---------------------- | ------- | -------------- | ---------------------------- | ------------------ |
| 1.    | 1984  | فينيا ديل مار، تشيلي   | ترابية  | كارلوس غاتيكير | هانس غيلدمايستر بلاس براجوكس | 6–4, 5–7, 6–3      |
| 2.    | 1986  | فينيا ديل مار، تشيلي   | ترابية  | غوستافو لوزا   | كريغ كامبل كارلوس دي لورا    | 6–1, 6–2           |
| 3.    | 1986  | بورتو أليغري، البرازيل | ترابية  | غوستافو لوزا   | خوليو غوس ناي كيلر           | 6–3, 6–3           |

## روابط خارجية
- غوستافو تيبيرتي على موقع رابطة محترفي التنس (الإنجليزية)
- غوستافو تيبيرتي على موقع الاتحاد الدولي لكرة المضرب (الإنجليزية)
- غوستافو تيبيرتي على موقع خلاصة التنس.كوم (الإنجليزية)